# Vernaccia di San Gimignano (Rebsorte)
Vernaccia di San Gimignano ist eine autochthone Weißweinsorte in Italien. Sie wird in der toskanischen Metropolitanstadt Florenz sowie den Provinzen Pistoia, Perugia, Siena, Terni, Viterbo, Grosseto und Pisa sowie (unter dem Namen Drupeccio) in der Region Umbrien angebaut. 
Die Rebsorte muss zu mindestens 85 % im gleichnamigen Wein enthalten sein. Im Jahr 2017 gab es etwa 650 ha bestockte Rebfläche.
Die spätreifende Sorte ist recht wuchskräftig und ergibt gute Erträge. Der gelb-grünliche Wein wird fast ausschließlich als Verschnittpartner, häufig mit dem Trebbiano, verwendet, zum Beispiel im Orvieto oder dem Carmignano.
Siehe auch den Artikel Weinbau in Italien sowie die Liste von Rebsorten.

## Synonyme
Vernaccia di San Gimignano ist auch unter den Namen Alba Canina, Bervedino, Bervedino Bianco, Caccinella, Caccione, Caciunella, Canaiolo Bianco, Canajola, Canajolo, Canajolo Bianco, Colombano, Drupeccio, Dumpeccio, Lupeccio, Picabon, Piccabon, Primaticcio Bianco, Trupeccio, Tulopeccio, Uva Bianca Antica, Uva Vecchia, Verdea D'arcetri, Vernaccia, Vernaccia Bianca di San Gimignano, Vernaccia di Toscana, Vernacia und Zuccaia bekannt.